# Valentin Zietara

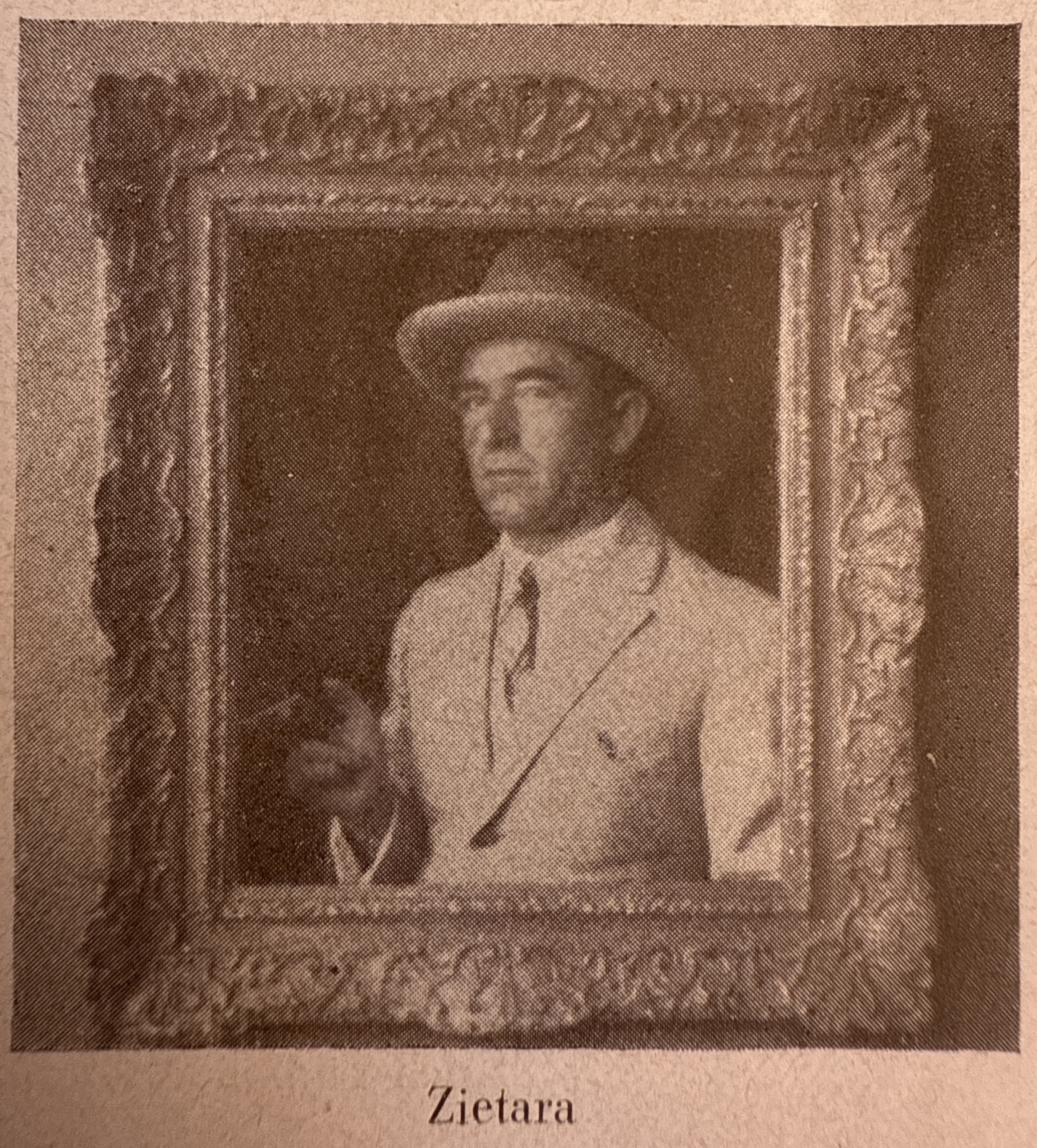
Foto von Valentin Zietara - Gebrauchsgraphik international advertising art 1924

Valentin Zietara (Walenty, Valenty) (* 31. Januar 1883 in Friedrichsau bei Strelno (heute Strzelno, ehem. Provinz Posen); † 24. Februar 1935 in München) war ein in München tätiger deutsch-polnischer Graphiker.

## Leben und Karriere

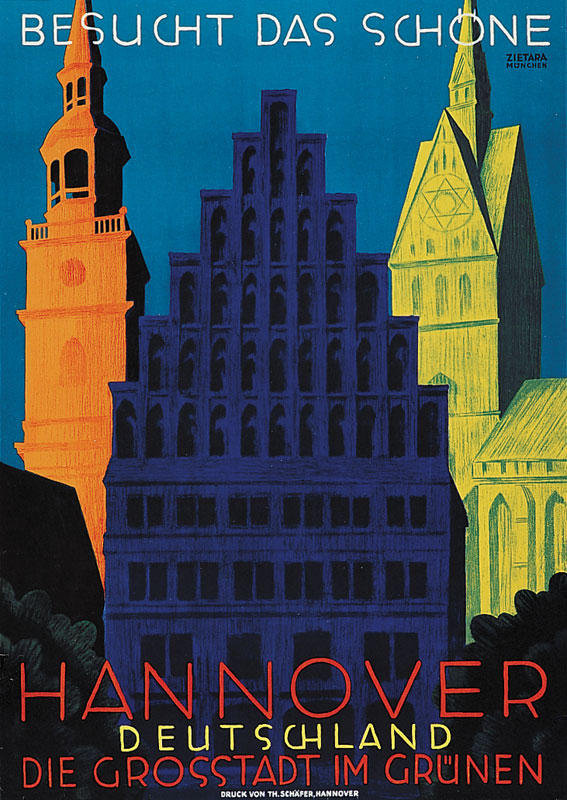
„Besucht das schöne Hannover“;
Plakat Zietaras um 1930

Zietara absolvierte zunächst eine Lehre als Schornsteinfeger sowie ein Studium der Dekorationsmalerei an der Kunstgewerbeschule in Breslau. Mit seinem Freund Max Schwarzer Graphiker aus Breslau zieht er 1908 nach München.  Er arbeitete  in Schwabing. 1914 gründete er zusammen mit Franz Paul Glass, Friedrich Heubner, Carl Moos, Emil Preetorius und Max Schwarzer die Künstlergenossenschaft Die Sechs, eine der ersten Künstlergruppen zur Vermarktung von Werbeaufträgen, speziell Plakaten.  1924 formierte sich die Gruppe neu, neben Max Eschle, Franz Paul Glass, Hans Ibe (Johann Baptist Maier), Otto Ottler, Tommi Parzinger war auch Zietara wieder Mitglied.
Am 2. Juni 1931 entstand eine Arbeitsgemeinschaft Münchner Plakatkünstlern unter dem Namen Neue Vereinigung Münchener Plakatkünstler, der unter anderem Ehlers, Ludwig Hohlwein, Lindner und Zietara angehörten. Zweck der Gemeinschaft war es, „die künstlerische Gestaltung des Plakates wieder stärker in den Vordergrund zu stellen.“ 
Zusammen mit Ludwig Hohlwein war Valentin Zietara einer der prägenden Werbegrafiker im süddeutschen Raum Anfang des zwanzigsten Jahrhunderts. Berühmt wurden seine Plakate für die Brauerei Pschorr, für das Café Königsbau in Augsburg, für die Zigarettenfabrik Adler, für Nelson Fahrräder, Lodenfrey, Feurich Keks, Schwaben Bräu Bock, Honig Gautsch München, oder politische Plakate für die Deutsche Volkspartei. Zietara gestaltete die Umschlagseite der Monatszeitschrift zur Förderung künstlerischer Reklame Gebrauchsgraphik, das der Stadt München und ihren Künstlern gewidmet ist (Heft 1 Jahrgang III).
Ziataras Entwurf zum Wettbewerbsumschlag für das Heft Das Plakat, Januar 1921, Heft 1, 12 Jahrgang wurde preisgekrönt.